# Patriarcat de Venise
Le patriarcat de Venise (en latin : patriarchatus Venetiarum ; en italien : patriarcato di Venezia) est un siège métropolitain de l'Église catholique romaine qui fait partie de la région ecclésiastique de Triveneto. En 2004, il comptait 365 332 baptisés sur 370 895 habitants. En 2019, 310 640 baptisés sur une population de 365 251 habitants. Il est régi par le patriarche de Venise.

## Territoire

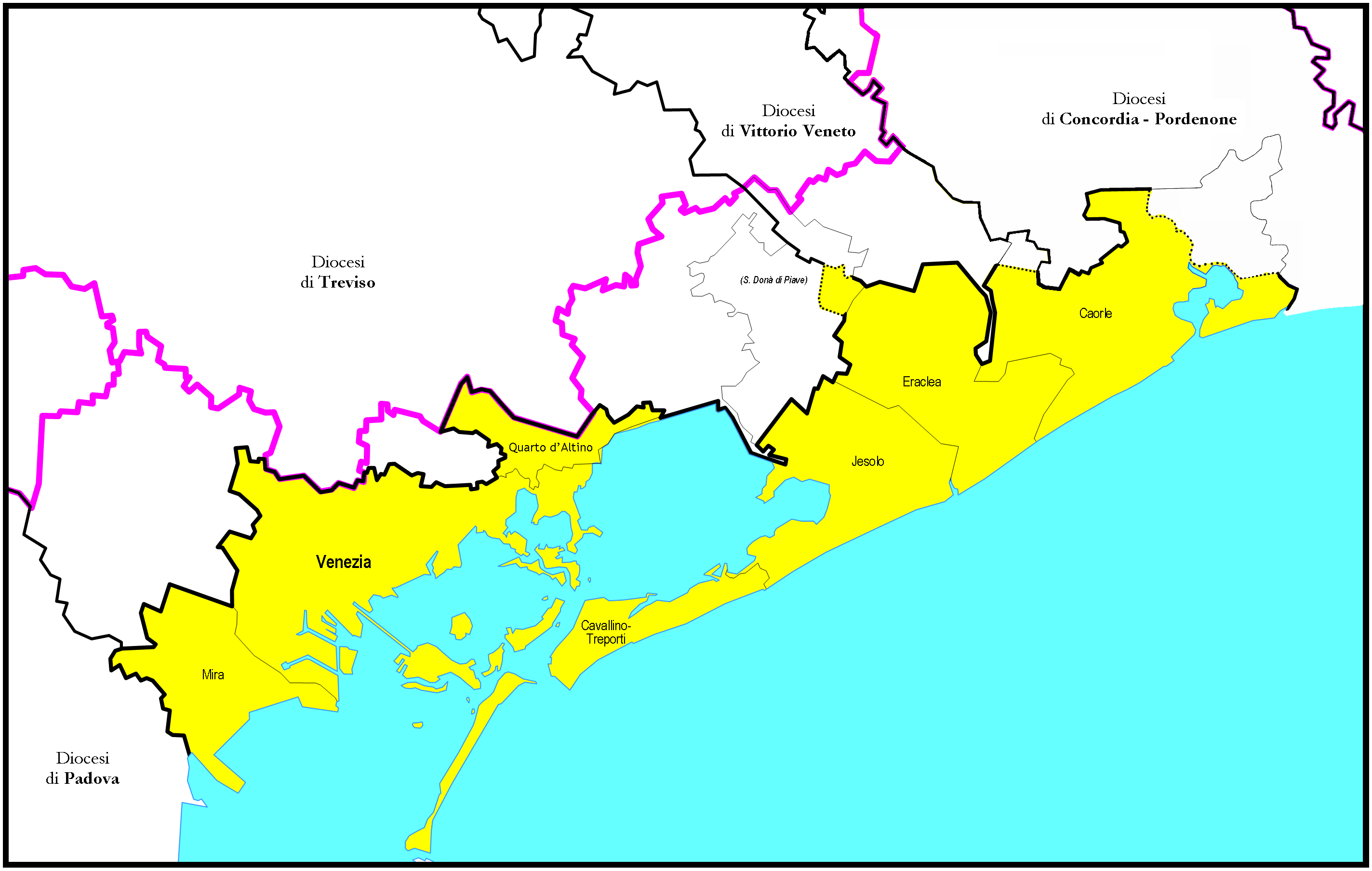
Carte du patriarcat de Venise.

Le territoire du patriarcat s'étend sur 871 km2, essentiellement sur la province de Venise.
À l'origine, le territoire qui s'étendait presque exclusivement sur les îles de l'estuaire correspondant à l'ex-diocèse de Castello, mais, après la suppression de certains diocèses voisins (diocèse de Torcello (it), diocèse de Caorle (it) et diocèse d'Equilio (it)) et la réorganisation des frontières qui s'est produite au XIXe siècle, il s'est élargi vers le nord, englobant entièrement la lagune de Venise et une grande partie de la terre ferme vénitienne.
En 1919, en particulier, fut acquise l'île du Lido (paroisse de Malamocco), qui faisait autrefois partie du diocèse de Chioggia. En 1927, le diocèse de Trévise a cédé une grande partie de la Forania di Martellago, avec les paroisses de Chirignago, Mestre, Dese, Favaro, Trivignano, Zelarino, Campalto et Carpenedo.
En ce qui concerne l'actuel vicariat de Gambarare (it), il faisait déjà partie du diocèse vénitien depuis le Moyen Âge car la Sérénissime avait absorbé les territoires de l'abbaye de Saint-Hilaire (it).
Aujourd'hui, le territoire du patriarcat comprend les communes de : Mira, Venise (sans le littoral de Pellestrina et la localité Marocco (it)), Quarto d'Altino, Cavallino-Treporti, Jesolo (sans Ca 'Nani), Eraclea (avec Cittanova (Eraclea) (it) de San Donà di Piave), Caorle (sans San Giorgio di Livenza).
Le siège patriarcal est la ville de Venise, où se trouve la basilique Saint-Marc. La basilique San Pietro di Castello, autrefois cathédrale du diocèse de Castello, fut aussi la cathédrale du patriarcat de Venise jusqu'en 1807.

### Paroisses

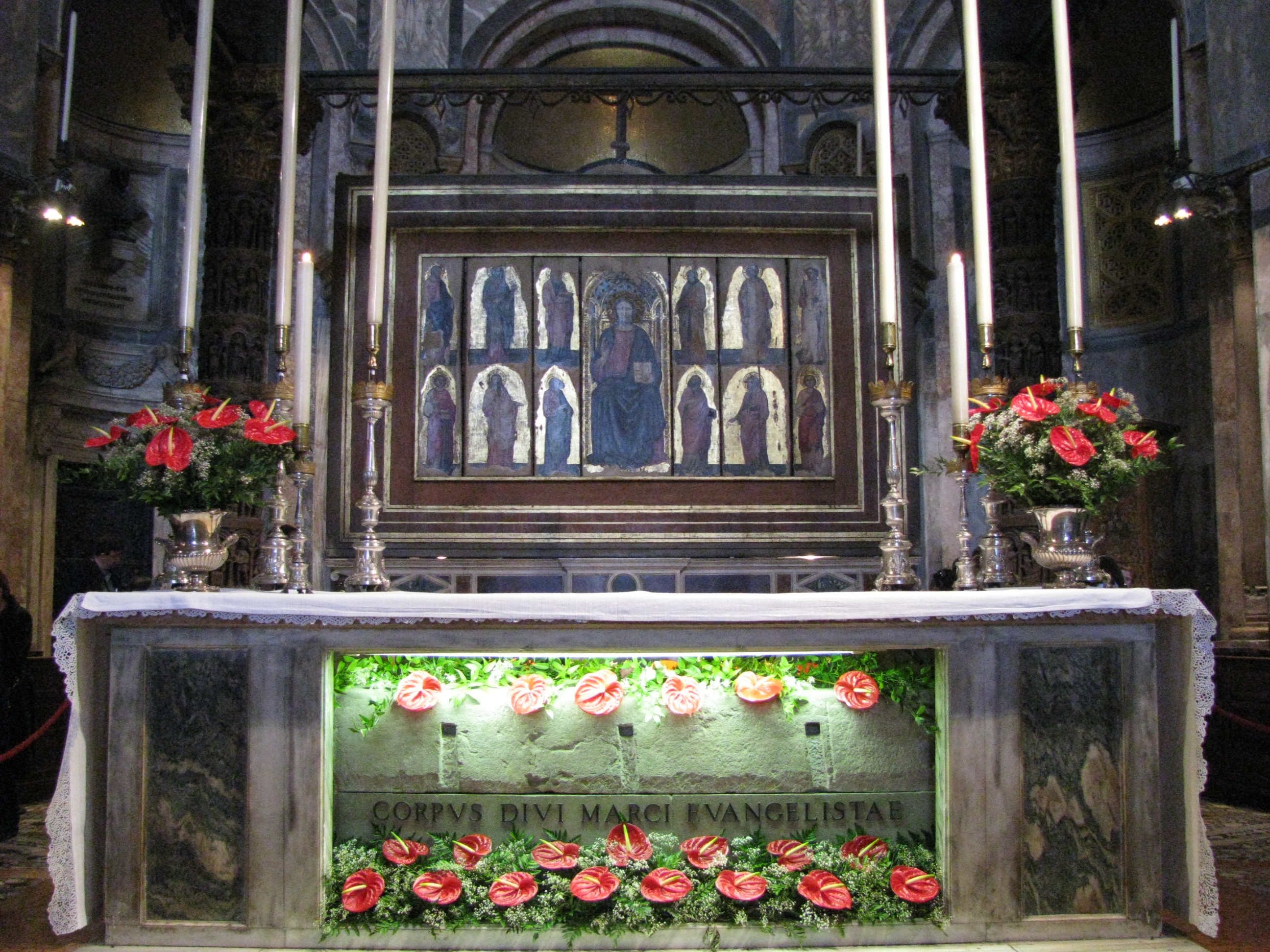
Le maître-autel de la basilique Saint-Marc: sous lequel un sarcophage de pierre contient les reliques de Saint Marc l'Évangéliste.

Le patriarcat comprend 128 paroisses dans la province de Venise, subdivisé en 13 vicariats :
1. Vicariat de San Marco-Castello
2. Vicariat de S.Polo-S. Croce-Dorsoduro
3. Vicariat du Lido
4. Vicariat de Cannaregio-Estuario
5. Vicariat de Mestre
6. Vicariat de Carpenedo (it)
7. Vicariat de Favaro-Altino
8. Vicariat de la Castellana
9. Vicariat de Marghera
10. Vicariat de Gambarare (it)
11. Vicariat de Eraclea
12. Vicariat de Jesolo
13. Vicariat de Caorle

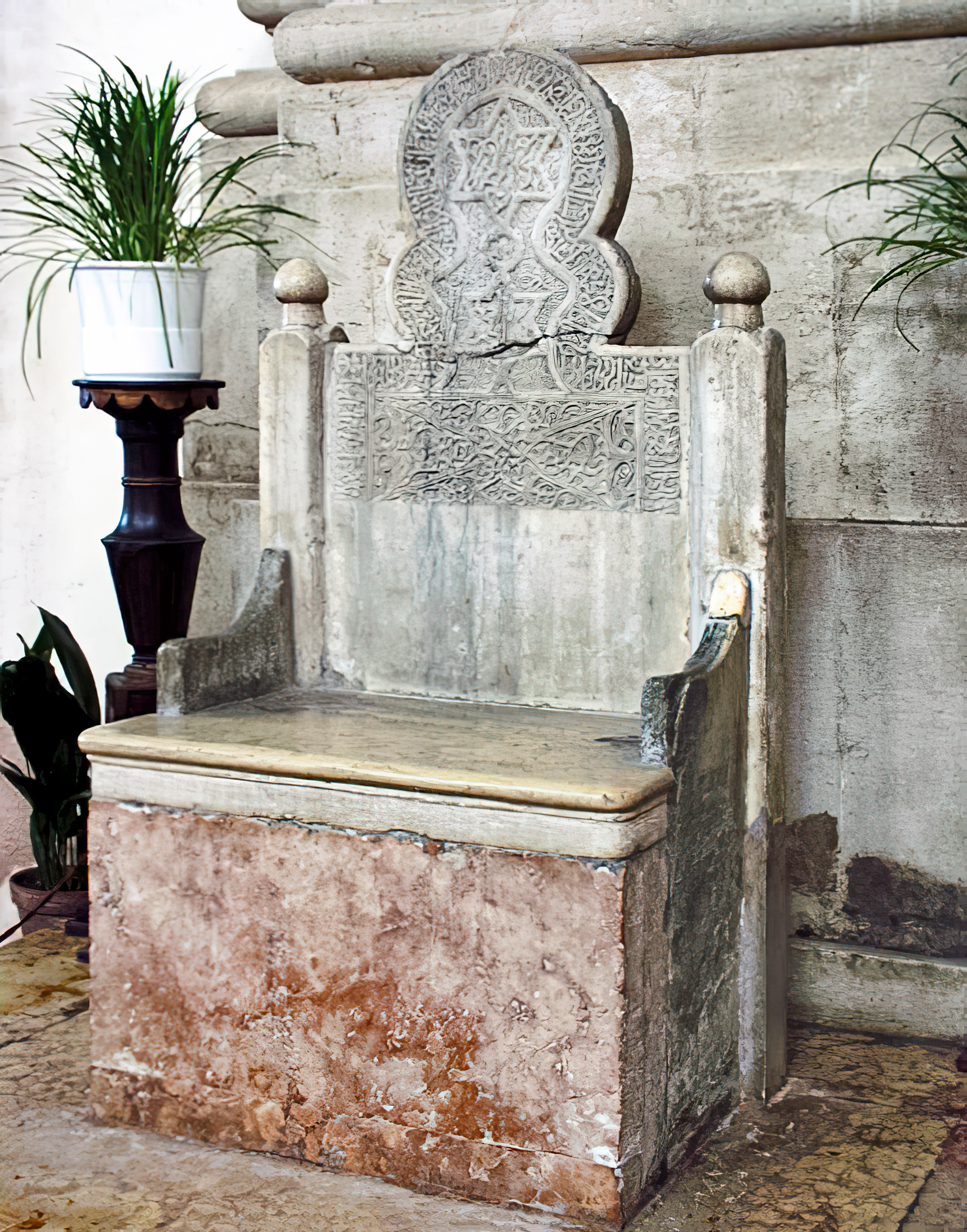
« Chaire de Saint Pierre », le plus ancien trône épiscopal du diocèse de Venise, conservé dans la basilique San Pietro di Castello. C'est probablement une ancienne pierre tombale misraïte de Syrie apportée d'Antioche par les marchands vénitiens.

De 1818 à 1968 existait aussi une forania di Torcello, comprenant les territoires du diocèse de Torcello (it) qui avait été supprimé, à savoir les paroisses de Torcello, San Magno di Tre Palade, San Michele del Quarto, San Giovanni Battista de Jesolo, Santa Maria de Jesolo, Santa Maria Elisabetta du Cavallino, Santissima Trinità de Treporti, San Martino de Burano, Santa Caterina de Mazzorbo, Santa Maria et Donato de Murano et San Pietro de Murano.
Il a été remplacé par le vicariat de l'Estuario, basé à Burano, intégré ensuite au vicariat de Cannaregio-Estuario.

### Province ecclésiastique de Venise
La province ecclésiastique de Venise (en italien : provincia ecclesiastica di Venezia) comprend le patriarcat de Venise, siège métropolitain, et ses neuf diocèses suffragants, à savoir : les diocèses d'Adria-Rovigo, Belluno-Feltre, Chioggia, Concordia-Pordenone, Padoue, Trévis, Vérone, Vicence et Vittorio Veneto.
Elle relève de la région ecclésiastique des Trois Vénéties (en italien : regione ecclesiastica Triveneto).

## Historique

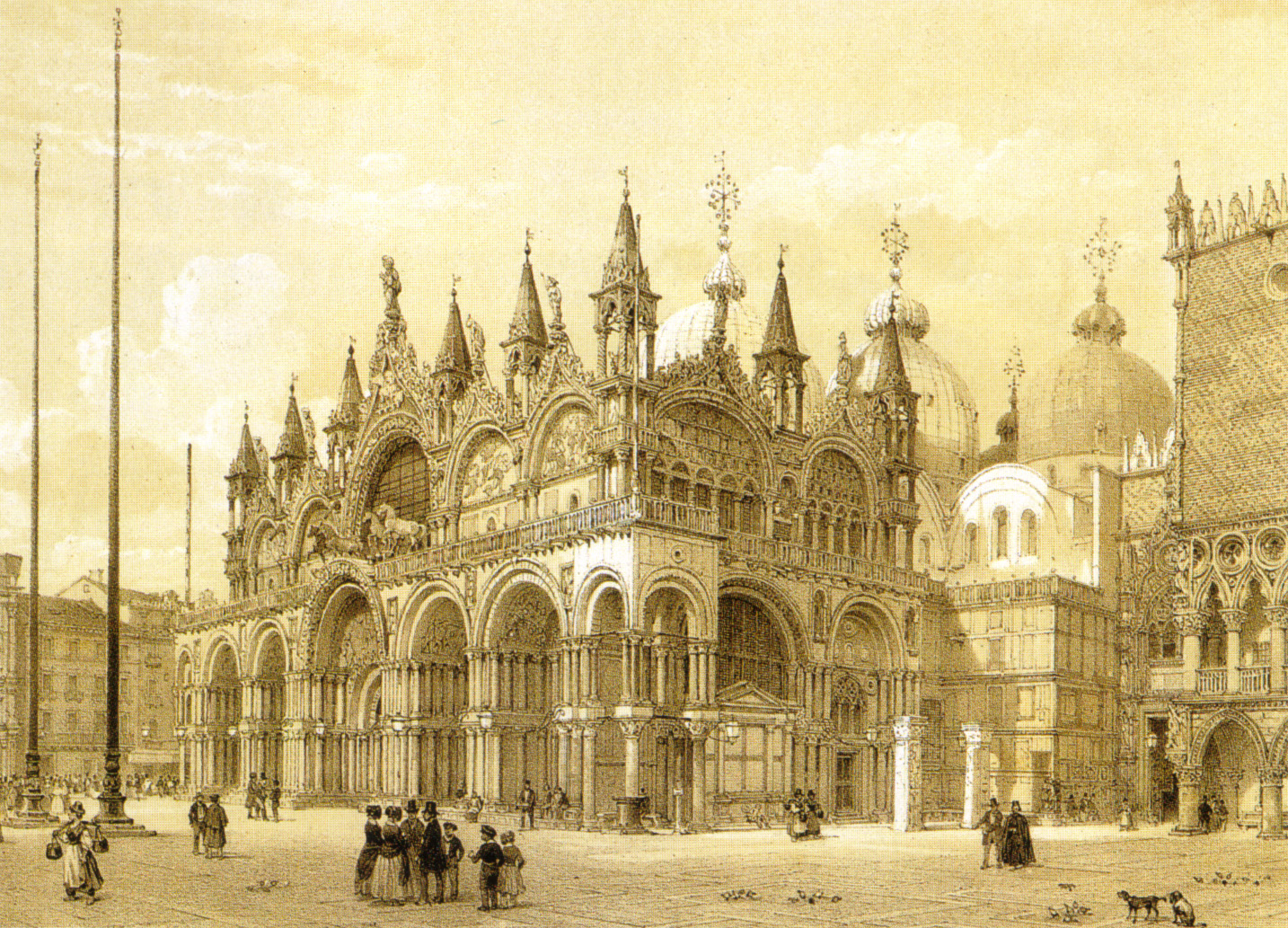
La basilique Saint-Marc et la place du même nom, impression du XIXe siècle.

Le titre patriarcal remonte au 8 octobre 1451 et est l'héritier de l'ancien patriarcat de Grado. Celui-ci avait été créé en 607 après le schisme qui a frappé l'évêque d'Aquilée (patriarcat depuis 557). Le territoire est alors divisé en deux entités :
- l'une, Grado, pro-romaine, contrôle l'entre terre frioulane, incluant Aquilée, sous la domination lombarde,
- l'autre, Cormons, schismatique sous l’influence byzantine, a la mainmise sur tout le littoral adriatique de la Vénétie.

Après l'abandon du schisme (699), le patriarcat de Grado resta indépendant et fut reconnu comme un diocèse suffragant de la Vénétie maritime (c'est-à-dire la côte comprise entre la lagune de Venise et l'Istrie, alors sous domination byzantine).
Pendant ce temps, en 774, le développement urbain de Venise a conduit à la fondation du diocèse d'Olivolo et, pour la même raison, le siège de Grado finit par y être transféré, en 1105, et établit son siège en l'église San Silvestro.
En 1180, après une longue et séculaire discorde avec le patriarche d'Aquilée, le patriarche de Grado renonça finalement à tout droit de contrôle juridictionnel sur les évêchés d'Istrie et de Vénétie julienne.
Pendant le Moyen Âge, les nombreuses îles de la lagune finirent par s'agglomérer donnant progressivement un aspect plus uniforme à Venise, ce qui aboutit à la ville contemporaine. Cependant, l'autorité religieuse était partagée par quatre dignitaires ecclésiastiques de rang épiscopal, ayant chacun compétence sur sa propre juridiction :
- Le Patriarche de Grado, avec le siège dans l'église San Silvestro (qui bien sûr, avec ses dépendances, est incluse dans le diocèse gradesi) ;
- L'évêque de Castello (it), qui avait pour église cathédrale la Basilica San Pietro di Castello ;
- Le Primicerio de la Basilique Saint-Marco (it), premier chapelain de la chapelle palatine du doge de Venise et de l'Église d'État de la république de Venise ;
- Le patriarche latin de Constantinople (le titre a été créé après la IVe croisade et la conquête de Constantinople (1204) et réservé aux Vénitiens, qui ont ré-emménagé dans la ville après la reconquête byzantine de 1246.

À ceci s'ajoutent divers autres diocèses qui siègent sur la lagune : le diocèse de Torcello (it), le diocèse de Chioggia, le diocèse de Caorle (it), le diocèse d'Equilio (it), le diocèse d'Héraclée (it).
Au cours du XVe siècle se sont produits une série de bouleversements qui ont profondément réformé l'organisation territoriale de l'Église dans la région.
En 1440 le pape Eugène IV, vénitien, incorpora le diocèse d'Héraclée au patriarcat de Grado.
En 1451, le titre patriarcal de Grado vint à être supprimé et le diocèse de Castello fut incorporé aux territoires qui devinrent le nouveau patriarcat de Venise. Le siège épiscopal fut maintenu en la basilique San Pietro di Castello.
En 1466 fut inclus le diocèse d'Equilio (it).
Le 10 janvier 1604 le Sénat de Venise interdit la fondation des hôpitaux gérés par l'église, des monastères, des églises et autres lieux de culte sans autorisation préalable du pouvoir ; le 26 mars 1605 une autre loi interdisant l'aliénation de biens immobiliers par des laïcs au clergé (qui, ne représentant seulement qu'un centième de la population, détenait près de la moitié de la propriété foncière de la République), et restreint les pouvoirs des tribunaux ecclésiastiques, prévoyant la saisine des tribunaux civils du clergé responsables de crimes d'une gravité particulière. Le 17 avril 1606, le pape Paul V avec la bulle Superioribus mensibus excommunie le Sénat et jette l'interdit sur Venise, mesure qui ne sera retirée que le 21 avril 1607.
En 1751 le patriarcat d'Aquilée fut supprimé et Venise demeura l'unique titre patriarcal dans la région.

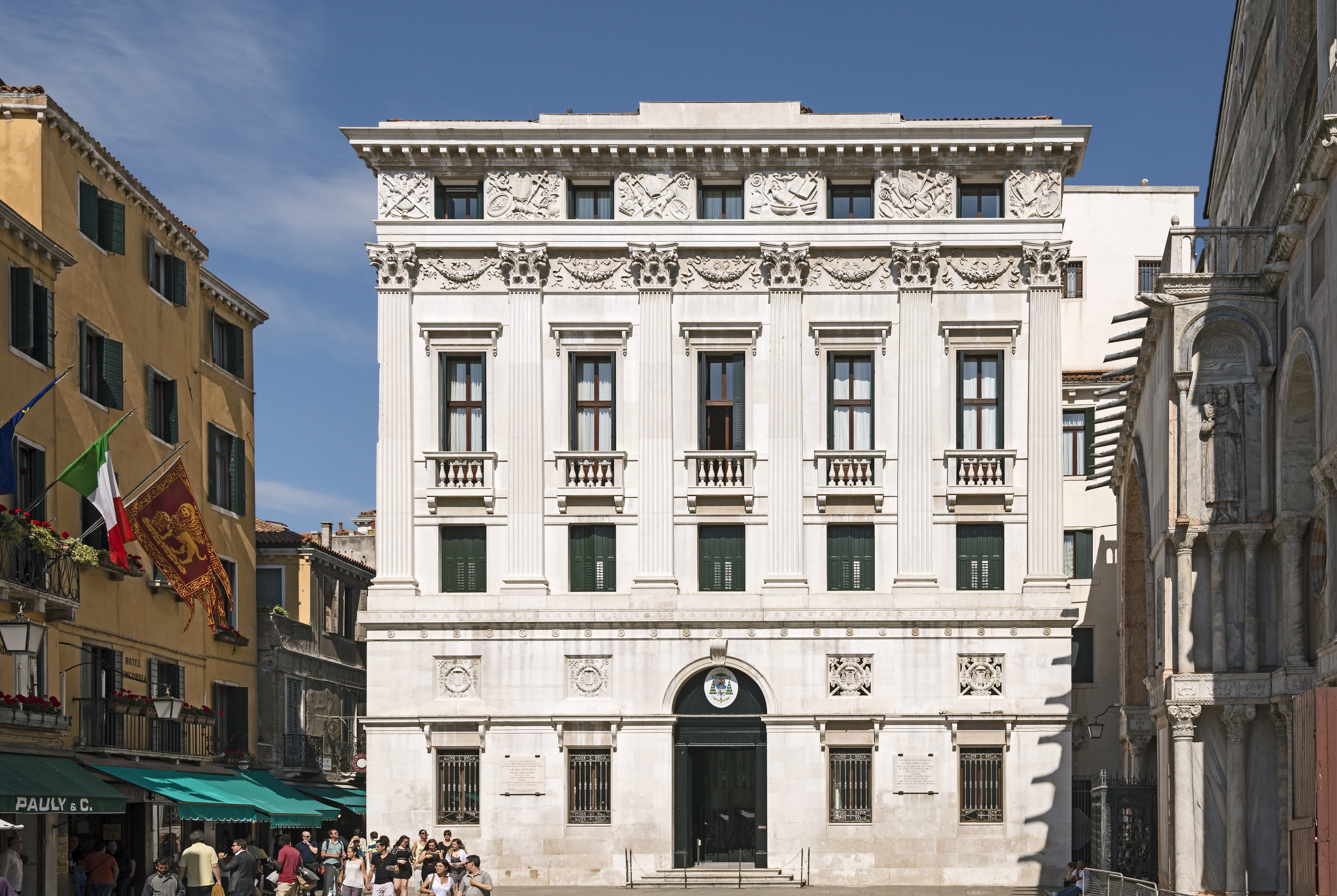
Le aujourd'hui.

En 1807, la chute de la République ayant rendu inutile la charge de Primicerio de la Basilique Saint-Marco (it), la basilique Saint-Marc fut choisie comme église cathédrale, tandis que la basilique San Pietro di Castello fut conservée comme co-cathédrale.
En 1819, le patriarcat incorpora également les territoires du diocèse de Torcello (it) (dont le siège était à Murano) et le diocèse de Caorle (it).
En 1964, le titre de patriarche latin de Constantinople fut aboli.
Le patriarcat de Venise est traditionnellement un siège cardinalice : depuis 1827, sans interruption tous les patriarches ont été créés cardinaux. Le patriarche de Venise porte aussi le titre de primat de Dalmatie.
Au cours du XXe siècle, trois patriarches sont devenus plus tard papes : Pie X , Jean XXIII et Jean-Paul Ier.

## Rite
Le rite liturgique dans le patriarcat de Venise est de forme romain-grégorien. Cependant, jusqu'à 1596, avec l'uniformité décrétée par le Concile de Trente, la métropole de Venise a suivi un rite spécial, appelé patriarcal, de la tradition d'Aquilée et hérité du patriarcat de Grado. Ce rituel a été partiellement utilisé, notamment en la Basilique de Saint Marc à Venise jusqu'en 1807, date de son incorporation dans le patriarcat et de son élévation en cathédrale.
Les caractéristiques particulières du patriarcat résidaient en une répartition différente des fêtes liturgiques et son type de chant polyphonique particulier, hérité d'Aquilée.
Dans le cas de Venise, un privilège supplémentaire permet au patriarche, même s'il n'est pas un cardinal, l'utilisation de la couleur rouge dans les vêtements non liturgiques, la Barrette rouge est surmontée d'un nœud, comme c'est la coutume chez d'autres évêques qui ne sont pas cardinaux, afin de ne pas être confondue avec celle imposée par le pape lors du consistoire pour la création de nouveaux cardinaux. Une autre différence est la couleur : le rouge vêtu par les cardinaux est "marbré", c’est-à-dire qu’il présente des stries dans le rouge, tandis que le rouge vêtu d’un patriarche non cardinal est uniforme.
Le droit du patriarche non cardinal à porter la robe pourpre est cependant limité au territoire de la métropole : en dehors de celui-ci, il doit en effet utiliser les habits épiscopaux normaux, c'est notamment le cas de Francesco Moraglia.

## Statistiques
À la fin 2004, le patriarcat comptait une population de 370 895 personnes, dont 365 332 étaient baptisées, ce qui représente 98,5 % du total.
| année | population | population | population | prêtres | prêtres  | prêtres  | prêtres                   | diacres | religieux | religieux | paroisses |
| année | baptisée   | totale     | %          | nombre  | séculier | régulier | nb de baptisés par prêtre | diacres | hommes    | femmes    | paroisses |
| ----- | ---------- | ---------- | ---------- | ------- | -------- | -------- | ------------------------- | ------- | --------- | --------- | --------- |
| 1950  | 376.200    | 382.316    | 98,4       | 486     | 230      | 256      | 774                       |         | 666       | 2.875     | 74        |
| 1969  | 430.000    | 432.915    | 99,3       | 602     | 281      | 321      | 714                       |         | 351       | 1.680     | 121       |
| 1980  | 451.000    | 465.000    | 97,0       | 556     | 258      | 298      | 811                       |         | 428       | 1.450     | 126       |
| 1990  | 419.200    | 437.500    | 95,8       | 504     | 241      | 263      | 831                       | 12      | 373       | 1.323     | 128       |
| 2000  | 368.157    | 373.560    | 98,6       | 394     | 225      | 169      | 934                       | 29      | 239       | 879       | 128       |
| 2001  | 366.292    | 371.870    | 98,5       | 392     | 216      | 176      | 934                       | 25      | 247       | 819       | 128       |
| 2002  | 365.030    | 370.558    | 98,5       | 390     | 214      | 176      | 935                       | 23      | 239       | 790       | 128       |
| 2003  | 362.814    | 368.339    | 98,5       | 394     | 219      | 175      | 920                       | 23      | 233       | 763       | 128       |
| 2004  | 365.332    | 370.895    | 98,5       | 392     | 226      | 166      | 931                       | 31      | 227       | 736       | 128       |

## Culte

### Fêtes religieuses spécifiques
- Fête de Saint Marc, saint patron, célébré le 25 avril ;
- Sensa, pèlerinage citadin à l'église San Nicolò du Lido, le jour de l'Ascension;
- Fête du Rédempteur, pèlerinage citadin à l'église du Rédempteur, le troisième dimanche de juillet ;
- Fête de Saint Roch - saint patron associé de la cité célébré le 16 août;
- Fête quinquennale au Sanctuaire de la Madonna dell'Angelo à Caorle, la semaine suivant le 8 septembre (la prochaine en 2015) ;
- Fête de la Salute (Santé), pèlerinage citadin à la Basilique Santa Maria della Salute, le 21 novembre.

### Saintsetreliques
Par son histoire longue et unique, l’Église vénitienne conserve un grand nombre de reliques et corps de saints.
- Le premier d’entre eux:
  - Le corps de saint Marc l'Évangéliste, conservé en la basilique Saint-Marc ;
- Ainsi que :
  - Le corps de saint Gérard, évêque et martyr, conservé près de la basilique Santi Maria e Donato à Murano ;
  - Le corps de saint Donat, martyr, conservé en la basilique Santi Maria e Donato à Murano ;
  - Le corps de saint Jean l'Aumônier, conservé en l'église San Giovanni Elemosinario (it) ;
  - Le corps de saint Laurent Justinien, conservé en la basilique San Pietro di Castello ;
  - Le corps de saint Roch, conservé en l’église San Rocco ;
  - Le corps de saint Taraise, conservé en l’église San Zaccaria ;
  - Le corps de saint Zacharie, conservé en l’église San Zaccaria ;
  - Le corps de saint Isidore de Chio (it), conservé dans une chapelle en la basilique Saint-Marc ;
  - Le corps de sainte Fosca (it), martyre, conservé en l’église Santa Fosca ;
  - Le corps de sainte Lucie de Syracuse, conservé en l’église San Geremia ;
  - Le corps de saint Étienne, protomartyr, conservé en l’église Santo Stefano ;
  - Le crâne de saint Étienne, protomartyr, conservé en la cathédrale San Stefano de Caorle (it) ;
  - Le crâne de sainte Cécile de Rome, conservé en la cathédrale Santa Maria Assunta de Torcello ;
  - Une relique de saint Nicolas de Myre, conservée en l'église San Nicolò al Lido ;
  - Une relique de saint Jean le Baptiste, conservée en l'église San Giovanni in Bragora ;
  - Une relique de saint Athanase d'Alexandrie, dont le corps a été conservé jusqu'à 1950 en l’église San Zaccaria ;
  - Une relique de sainte Barbe, conservée en l'église San Martino de Burano ;
  - L’icône Madonna Nicopeia (it), conservée en la basilique Saint-Marc.

À cela s'ajoutent, pour leur intérêt particulier, dans le diocèse de Padoue (suffragant) :
- Le corps de saint Luc l’Évangéliste, conservé en la basilique Sainte-Justine ;
- Le corps de saint Matthieu l’Apôtre, conservé en la basilique Sainte-Justine.

## Personnalités religieuses nées à Venise
- Angelo Correr (né à Venise en 1325, mort vers 1417), pape de 1406 à 1415 sous le nom de Grégoire XII.
- Gabriele Condulmer (né à Venise en 1383 - mort le 23 février 1447), moine bénédictin italien, pape sous le nom d'Eugène IV ;
- Fra Mauro, né vers 1385 à Venise et mort en 1460 dans la même ville, religieux camaldule italien du XVe siècle, qui fut le plus célèbre cosmographe de son temps.
- Pietro Barbo (né le 23 février 1417 à Venise - mort le 26 juillet 1471), religieux italien du XVe siècle, neveu par sa mère d'Eugène IV, qui fut abbé, évêque, cardinal, et élu pape, le 31 août 1464, sous le nom de Paul II.
- Francesco Colonna (né en 1433 à Venise – mort en 1527 dans la même ville), dominicain italien à qui l'on attribue l’Hypnerotomachia Poliphili (1467).
- Girolamo Balbi (né v. 1450 à Venise - mort en 1535), religieux italien de la seconde moitié du XVe siècle
- Francesco Zorzi, moine franciscain né à Venise en 1466 et mort le 1er avril 1540, théologien, philosophe et kabbaliste.
- Pietro Bembo, né le 20 mai 1470 à Venise, mort le 18 janvier 1547 à Rome, cardinal,
- Francesco Pisani, né vers 1474 (probablement à Venise), et mort à Rome le 28 juin 1570, cardinal italien.
- Gasparo Contarini (né le 16 octobre 1483 à Venise - mort le 24 août 1542 à Bologne), diplomate et cardinal italien du XVIe siècle.
- Giovanni Francesco Commendone, né à Venise le 17 mars 1524 et mort le 25 décembre 1584 à Padoue, cardinal italien.
- Francesco Maria del Monte (Venise, 5 juillet 1549 – Rome, 27 août 1627), cardinal ;
- Francesco Vendramin (né le 10 octobre 1555 à Venise, alors dans la république de Venise, et mort le 7 octobre 1618 dans la même ville) est un cardinal italien du XVIIe siècle.
- Pietro Valier (né en 1574 à Venise, et mort le 9 avril 1629 à Padoue), cardinal italien du XVIIe siècle.
- Marcantonio Bragadin (né en 1591 à Venise et mort le 28 mars 1658 à Rome), cardinal italien du XVIIe siècle.
- Pierre Ottoboni (22 avril 1610 - 1er février 1691), pape sous le nom d'Alexandre VIII ;
- Saint Grégoire Barbarigo (en italien Gregorio), 1625-1697, évêque, cardinal
- Marcantonio Barbarigo (né le 6 mars 1640 à Venise, et mort le 26 mai 1706 à Montefiascone), cardinal italien du XVIIe siècle et du début du XVIIIe siècle.
- Luigi Priuli (né le 15 septembre 1650 à Venise, en Vénétie, et mort le 15 mars 1720 à Rome) est un cardinal italien du XVIIIe siècle.
- Pietro Ottoboni (Venise, 2 juillet 1667 - 29 février 1740), cardinal italien, petit-neveu du pape Alexandre VIII (dont le patronyme était aussi Ottoboni).
- Angelo Maria Quirini, né à Venise le 30 mars 1680 et mort à Brescia le 6 janvier 1755, savant, bénédictin et cardinal italien.
- Sante Veronese (né le 4 mars 1684 à Venise, et mort le 24 septembre 1759 à Padoue), cardinal italien du XVIIIe siècle.
- Daniele Delfino (né le 22 janvier 1686 à Venise, et mort le 13 mars 1762 à Udine) est un cardinal italien du XVIIIe siècle.
- Carlo della Torre di Rezzonico (Venise, 7 mars 1693–Rome, 2 février 1769), pape sous le nom de Clément XIII ;
- Giovanni Molino (né le 25 avril 1705 à Venise, et mort le 14 mars 1773 à Brescia) est un cardinal italien du XVIIIe siècle.
- Antonio Maria Priuli (né le 17 août 1707 à Venise, et mort le 26 octobre 1772 à Treville) est un cardinal italien du XVIIIe siècle.
- Giovanni Cornaro (cardinal) (né le 30 juin 1720 à Venise, alors capitale de la république de Venise et mort le 29 mars 1789 à Rome), cardinal italien du XVIIIe siècle.
- Carlo Rezzonico (né le 25 avril 1724 à Venise, et mort le 26 janvier 1799 à Rome) est un cardinal italien du XVIIIe siècle.
- Federico Maria Giovanelli (né le 26 décembre 1726 à Venise et mort le 10 janvier 1800), évêque italien du XVIIIe siècle, patriarche de Venise de 1776 à 1800.
- Giovanni Battista Rezzonico (né le 1er juin 1729 à Venise, et mort le 21 juillet 1783 à Rome) est un cardinal italien du XVIIIe siècle.
- Ludovico Flangini Giovanelli (né le 26 juillet 1733 à Venise et mort le 29 février 1804), évêque et un cardinal italien du XVIIIe et du début du XIXe siècle, qui fut patriarche de Venise de 1801 à 1804.
- Francesco Milesi (1744-1819), homme d'Église, archevêque italien de l'Église catholique romaine des XVIIIe et XIXe siècles.